# Shanjo
Shanjo, auch Singongi oder seltener Sanjo (* 17. oder 18. Jahrhundert; † vor 1750 in der Umgebung des Chobe im heutigen Botswana) war der erste traditioneller Führer der Masubia im Gebiet des Caprivizipfels und umliegender Länder. Er trug den Titel Munitenge (König) und gilt als Einiger seines Volkes.
Er zog mit den Masubia  von den Goha Hills im heutigen Botswana gen Norden, wo sie bis zum Chobe vordrangen und neu siedelten. Hier waren kurz zuvor reiche Nahrungsgründe entdeckt worden. Shanjo ist auf dem Weg dorthin, wohl nach mehrjähriger Reise, verstorben.
Shanjo war mit Chaze verheiratet, mit der er drei Kinder, die Söhne Mafwire I. (Shanjos Nachfolger als Munitenge) und Nsundano I. (übernahm wenig später die Herrschaft von seinem älteren Bruder) sowie Tochter Mwale hatte.